# Dravegny
Dravegny település Franciaországban, Aisne megyében. Lakosainak száma 132 fő (2022. január 1.). Dravegny Chéry-Chartreuve, Coulonges-Cohan, Mont-Saint-Martin, Arcis-le-Ponsart és Mont-sur-Courville községekkel határos.

## Népesség
A település népességének változása:
| Lakosok száma | 194  | 166  | 139  | 149  | 149  | 142  | 132  | 130  | 129  | 132  |
|               | 1968 | 1982 | 1990 | 2006 | 2013 | 2015 | 2017 | 2019 | 2020 | 2022 |